# Episodi di Soko 5113 (quattordicesima stagione)
La quattordicesima stagione della serie televisiva Soko 5113 è stata trasmessa in anteprima in Germania dalla ZDF tra il 15 novembre 1997 e l'8 aprile 1998.
| nº | Titolo originale           | Titolo italiano | Prima TV Germania | Prima TV Italia |
| -- | -------------------------- | --------------- | ----------------- | --------------- |
| 1  | Das Ritual                 |                 | 15 novembre 1997  |                 |
| 2  | Verraten und verkauft      |                 | 19 novembre 1997  |                 |
| 3  | Ein Koffer aus Amsterdam   |                 | 26 novembre 1997  |                 |
| 4  | Sonne, Mond und Sterne     |                 | 3 dicembre 1997   |                 |
| 5  | Mord ohne Auftrag          |                 | 10 dicembre 1997  |                 |
| 6  | Schatten der Vergangenheit |                 | 17 dicembre 1997  |                 |
| 7  | Ausgetrickst               |                 | 7 gennaio 1998    |                 |
| 8  | Tod nach Schulschluss      |                 | 14 gennaio 1998   |                 |
| 9  | Killing                    |                 | 21 gennaio 1998   |                 |
| 10 | Blaue Sonne                |                 | 28 gennaio 1998   |                 |
| 11 | Kalles Kinder              |                 | 4 febbraio 1998   |                 |
| 12 | Offene Wunden              |                 | 11 febbraio 1998  |                 |
| 13 | Die Zeit läuft ab          |                 | 25 febbraio 1998  |                 |
| 14 | Gute Verhältnisse          |                 | 4 marzo 1998      |                 |
| 15 | Familienbande              |                 | 11 marzo 1998     |                 |
| 16 | Dumm gelaufen              |                 | 18 marzo 1998     |                 |
| 17 | Alle mochten Anja          |                 | 25 marzo 1998     |                 |
| 18 | Eine Frage der Logik       |                 | 1º aprile 1998    |                 |
| 19 | Ein klarer Fall            |                 | 8 aprile 1998     |                 |